# Super Mario (saga de videojocs)
|  | Aquest article tracta sobre la saga de videojocs de plataformes. Si cerqueu la franquícia global de Mario, vegeu «Mario (franquícia)». |

Super Mario (スーパーマリオ, Sūpā Mario) és una sèrie de videojocs de plataformes creats per l'empresa Nintendo i protagonitzats principalment pel personatge Mario. També coneguda com la sèrie Super Mario Bros. (スーパーマリオブラザーズ, Sūpā Mario Burazāzu). o simplement la sèrie Mario (マ リ オ), és la sèrie principal de la franquícia de Mario. S'ha llançat almenys un videojoc de Super Mario per a totes les consoles de videojocs de Nintendo.
Els videojocs de Super Mario segueixen les aventures del llauner Mario, en general en el fictici Regne Xampinyó. Sovint se li uneix el seu germà, Luigi, i ocasionalment, altres membres de la franquícia. Igual que en la majoria dels videojocs de plataformes, el jugador principalment corre i salta a través de plataformes i sobre enemics en diferents nivells temàtics. Els videojocs tenen trames generalment simples, en els quals en Mario ha de rescatar a la princesa Peach que és segrestada per l'antagonista principal de la franquícia, Bowser. El primer títol de la sèrie, Super Mario Bros., llançat per la Nintendo Entertainment System (NES) el 1985, va establir conceptes i elements de jugabilitat prevalents en gairebé tots els videojocs de Super Mario des de llavors. Aquests inclouen una multitud de potenciadors i elements que li donen en Mario poders màgics especials, com llançar boles de foc i canviar de grandària a mides més grans o en miniatura.
La sèrie Super Mario és part de la franquícia Mario. Aquesta inclou uns altres gèneres de videojocs i altres mitjans com pel·lícules, sèries de televisió, mitjans impresos i diversos productes. Al setembre de l'any 2015, s'havien venut més de 310 milions de còpies dels videojocs de la sèrie Super Mario, la qual cosa la converteix en la sèrie de videojocs més venuda de la història.

## Videojocs

### Super Mario Bros.
Super Mario Bros. va ser llançat per la Nintendo Entertainment System (NES) i és el primer videojoc de plataformes 2D de desplaçament lateral protagonitzat per Mario. Va establir molts conceptes bàsics de jugabilitat dels videojocs de la sèrie. Els germans Mario i Luigi viuen en el Regne Xampinyó, on han de rescatar a la Princesa Toadstool (més tard anomenada Princesa Peach) de l'antagonista Bowser. El videojoc consta de vuit mons, cadascun amb quatre subnivells, fent un total de 32 subnivells. Encara que els mons difereixen en aspectes temàtics, el quart subnivell és sempre una fortalesa o castell que acaba amb una baralla contra en Bowser (o un dels seus sequaços disfressats d'ell). El videojoc és un dels videojocs més venuts de tots els temps.

### Super Mario Bros.: The Lost Levels
Super Mario Bros.: The Lost Levels és la seqüela del Super Mario Bros. original i va ser llançat com a Super Mario Bros. 2 al Japó. Utilitza el motor gràfic original de Super Mario Bros. amb algunes addicions com el clima, moviments de personatges i nivells més complexos, la qual cosa genera una dificultat molt major. El videojoc segueix el mateix estil de progressió de nivells que Super Mario Bros., amb vuit mons inicials cadascun amb quatre nivells. L'últim nivell de cada món és un castell ple de lava que culmina en una batalla contra en Bowser. Aquesta seqüela no es va llançar fora del Japó en aquest període, perquè Nintendo of America no volia que la sèrie de Mario fos coneguda per la seva dificultat frustrant, que fos inaccessible per a un mercat cada vegada més ampli de jugadors de videojocs nord-americans, ni que estigués estrictament desactualitzada de moment en què aquest videojoc podria finalment ser llançat a Amèrica. El 1993, el videojoc va debutar fora del Japó amb el títol Super Mario Bros.: The Lost Levels en la compilació de videojocs titulada Super Mario All-Stars per la Super Nintendo.

### Super Mario Bros. 2iSuper Mario USA
A Super Mario Bros. 2 (conegut com a Super Mario USA al Japó), Mario i els seus companys han de derrotar a la granota malvada Wart a la terra dels somnis Subcon. Basat en un prototip descartat, el videojoc es va llançar originalment com a Yume Kōjō: Doki Doki Panic al Japó. Més tard, Nintendo va adaptar el videojoc amb elements de la franquícia de Mario i va ser publicat al mercat nord-americà sota el nom Super Mario Bros. 2. Aquesta nova adaptació va tenir tanta acceptació, que va tornar a ser llançat al Japó amb el títol Super Mario USA. Un dels aspectes més definitoris del videojoc és la capacitat d'arrencar verdures del sòl per llançar-les als enemics. És també el primer videojoc de Super Mario que usa un mesurador de vida, la qual cosa permet que Mario i altres personatges jugables siguin colpejats fins a quatre vegades abans de morir.

### Super Mario Bros. 3
Super Mario Bros. 3 està dividit en vuit mons temàtics, cadascun amb diversos nivells (entre 6 i 10) i diverses etapes de bonificació que es mostren com a ubicacions en el mapa del món o "overworld". Els nivells no estan necessàriament en un ordre lineal i de vegades, se li permet al jugador saltar nivells o mons. El nivell final d'un món és un nivell de desplaçament lateral sobre una aeronau ("Airship" o "Doom Ship") i que finalitza amb una baralla contra un dels set Koopalings de Bowser. El videojoc va introduir una àmplia gamma de nous potenciadors, inclòs el vol com a Mario Ós Rentador.

### Super Mario Land
Super Mario Land va ser el primer títol portàtil de la sèrie Super Mario després de la versió de Game & Watch de Super Mario Bros., i es va llançar per la Game Boy. Igual que els videojocs de la sèrie, és un videojoc de plataformes de desplaçament lateral en el qual Mario ha de salvar a la princesa Daisy d'un misteriós extraterrestre anomenat Tatanga. El videojoc consta de dotze nivells dividits en quatre mons.

### Super Mario World
Super Mario World va ser llançat per la Super Nintendo i consta de nou mons que es mostren a través d'un mapa del món. La majoria dels 72 nivells tenen una sortida, encara que alguns tenen sortides ocultes. Els nous moviments de Mario inclouen un salt giratori i al dinosaure Yoshi que pot menjar enemics i empassar-los o escopir-los. Entre els nous potenciadors s'inclouen la Ploma que permet a Mario i Luigi volar amb una capa.

### Super Mario Land 2: 6 Golden Coins
Super Mario Land 2: 6 Golden Coins introdueix al rival de Mario, Wario, que es va ensenyorir del seu castell durant els esdeveniments de Super Mario Land i obliga a Mario a recol·lectar sis monedes d'or per poder reclamar-lo. Si bé la jugabilitat del videojoc predecessor és similar al Super Mario Bros. original, Super Mario Land 2 té més coses en comú amb els videojocs posteriors. El jugador ja no està restringit a només moure's cap a la dreta. Una campana al final de cada nivell activa un minijoc, on el jugador pot intentar obtenir vides extra. Hi ha 32 nivells, basats a diversos mons temàtics, cadascun amb el seu propi dolent final. Tornen tres potenciadors: el super xampinyó, la flor de foc i l'estrella. El videojoc introdueix el potenciador "pastanaga", que li dona a Mario orelles de conill grans que li permeten planejar quan va caient per un temps limitat. La història del videojoc va continuar en Wario Land: Super Mario Land 3, que es convertiria retroactivament en el primer videojoc d'una sèrie derivada, Wario Land.

### Super Mario World 2: Yoshi's Island
Super Mario World 2: Yoshi's Island és considerat per Shigeru Miyamoto com a part de la sèrie Super Mario, mentre que les seves seqüeles formen part d'una sèrie derivada. En el videojoc, Yoshi porta a Baby Mario a través de l'illa de Yoshi per rescatar a Baby Luigi. L'objectiu principal és portar a Baby Mario de manera segura al final de cada nivell, on un altre Yoshi el portarà a través del següent nivell. El videojoc té una estètica infantil, amb ambients estilitzats com a dibuixos fets amb retoladors. Yoshi's Island ha rebut seqüeles que han sorgit de la sèrie Super Mario, incloent Yoshi's Story, Yoshi's Island DS i Yoshi's New Island.

### Super Mario 64
Super Mario 64 va ser el primer videojoc en 3D i de món obert de la sèrie, i un títol de llançament per a la consola Nintendo 64. Mario ha de salvar una vegada més a la Princesa Peach d'en Bowser, recollir fins a 120 estrelles de les pintures i retornar-les al seu castell. Cada nivell és un entorn tancat on el jugador és lliure d'explorar en totes les direccions sense límits de temps. El jugador recull estrelles que apareixen després de completar tasques per desbloquejar nivells i àrees posteriors. La palanca analògica de la Nintendo 64 fa un extens repertori de moviments precisos en totes les direccions possibles. El videojoc va introduir moviments com el cop de puny, el triple salt i l'ús d'una gorra alada per volar. Els potenciadors del videojoc difereixen dels videojocs anteriors; ara són tres barrets diferents amb poders temporals: el Wing Cap, que permet en Mario volar; el Metall Cap, que el converteix en metall; i el Vanish Cap, que li permet caminar a través d'obstacles. És el primer videojoc de la sèrie Super Mario que incorpora l'actuació de veu de Charles Martinet per en Mario. A més té una remasterització per la Nintendo DS, en el qual introduïa a Yoshi, Luigi i Wario com a personatges jugables

### Super Mario Sunshine
Super Mario Sunshine, el segon títol 3D de la sèrie Super Mario, va ser llançat per la GameCube. En aquest videojoc, Mario i Peach viatgen a l'illa Delfino per a unes vacances quan apareix un doble de Mario que vandalitza tota l'illa. Mario és sentenciat a netejar l'illa amb un accessori de dolls d'aigua, F.L.O.D.D. Super Mario Sunshine comparteix molts elements de jugabilitat similars amb el seu predecessor, Super Mario 64, però també introdueix nous moviments, com girar mentre salta, i altres accions a través de l'ús del F.L.O.D.D. El videojoc conté diversos nivells independents, als quals es pot arribar des de la mateixa plaça Delfino. Mario recopila sols completant tasques en els nivells, que desbloquegen noves àrees a la plaça Delfino per mitjà d'habilitats i esdeveniments relacionats amb la trama. Super Mario Sunshine introdueix al fill d'en Bowser, Bowser Jr. com a antagonista. Yoshi també apareix novament per ajudar en Mario en certes seccions.

### New Super Mario Bros.
New Super Mario Bros. va ser llançat per la Nintendo DS. En aquest videojoc, Mario i Luigi han de salvar a Peach de Bowser Jr. La jugabilitat és 2D, però la majoria dels personatges i objectes són 3D en fons bidimensionals, la qual cosa resulta en un efecte 2.5D. El videojoc consta de 8 mons que se situen en un mapa del món. Els clàssics potenciadors (Super Xampinyó, Flor de Foc i Estrella) tornen i s'introdueixen el Mega Xampinyó, la Closca Blava i el Mini Xampinyó: El Mega Xampinyó converteix breument en Mario (o en Luigi) en un gegant invencible que destrueix tot el que troba en el seu camí; la Closca Blava protegeix en Mario dels danys i li permet lliscar (depenent de la velocitat); i el Mini Xampinyó encongeix en Mario a una grandària molt petita, la qual cosa li permet encaixar en espais reduïts.

### Super Mario Galaxy
Super Mario Galaxy és un videojoc llançat per la Wii. En aquest videojoc, Bowser ha raptat la Peach i l'ha portat a l'espai exterior, on fundarà l'imperi galàctic per conquistar l'univers. És aquí on Mario coneix la Rosalina, que està al comandament de l'observatori i que li ajudarà a rescatar la Peach, a canvi de recol·lectar estrelles que permetin mobilitzar a l'observatori al centre de l'univers. Super Mario Galaxy està ambientat a l'espai exterior, on Mario viatja entre galàxies per recol·lectar estrelles, que s'obtenen en completar missions o derrotar enemics. El sistema de física del videojoc li dona a cada objecte celeste la seva pròpia força gravitatòria, la qual cosa li permet al jugador circumnavegar planetoides arrodonits o irregulars en caminar de costat o a l'inrevés.

### New Super Mario Bros. Wii
A New Super Mario Bros. Wii, Peach és capturada per Bowser Jr. i els Koopalings durant la seva festa d'aniversari al seu castell, i Mario, Luigi i dos Toads (blau i groc) han de rescatar-la. El videojoc compta amb multijugador cooperatiu per 4 jugadors i nous potenciadors: Champihèlix, Flor de Gel i Vestit Pingüí. El Champihèlix llança al jugador a l'aire agitant el Wii Remote. El Vestit Pingüí millora la tracció del lliscament i la velocitat i l'agilitat de les habilitats de natació, a més dels projectils de boles de gel que són subministrats per la Flor de Gel. A més, els jugadors poden muntar en Yoshi. Igual que en el seu predecessor, hi ha tres monedes estrella ocultes a cada nivell, que es poden usar per desbloquejar contingut.

### Super Mario Galaxy 2
Super Mario Galaxy 2, la seqüela de Super Mario Galaxy, es va desenvolupar inicialment com un paquet d'expansió per a aquest últim, encara que va acabar com un videojoc independent. Conserva la premissa bàsica del seu predecessor i inclou nous potenciadors. Aquests inclouen la Flor Núvol, que permet en Mario crear plataformes en l'aire, i el Xampinyó Roca, que converteix en Mario en una roca rodant. A més, Mario pot muntar en Yoshi.

### Super Mario 3D Land
Super Mario 3D Land és un videojoc per la Nintendo 3DS. És el primer títol original en 3D de Super Mario en una consola portàtil. Va ser un intent de traslladar la jugabilitat dels videojocs 2D a un entorn 3D, simplificant l'esquema de control dels videojocs 3D i utilitzant nivells més lineals. També va portar diverses característiques de jugabilitat més antigues, inclòs el potenciador anomenat Super Fulla, vist per última vegada a Super Mario Bros. 3.

### New Super Mario Bros. 2
New Super Mario Bros. 2, la seqüela directa de New Super Mario Bros., va ser llançada per la Nintendo 3DS. El jugador, com Mario o Luigi, ha de salvar a la princesa Peach de Bowser i els Koopalings. El videojoc té una major èmfasi en la recol·lecció de monedes que altres videojocs de Super Mario. Es van introduir diversos elements de jugabilitat per ajudar a aconseguir aquest objectiu, com la Flor d'Or, una variant rara de la Flor de Foc que converteix objectes en monedes.

### New Super Mario Bros. U
New Super Mario Bros. U és un videojoc per a Wii U i és la continuació de New Super Mario Bros. Wii. Es juga de manera similar als títols anteriors de New Super Mario Bros. i introdueix un vestit d'Esquirol Volador que permet als jugadors lliscar per l'aire, així com una modalitat que permet que un altre jugador que té el GamePad influeixi en l'ambient. Més tard es va llançar New Super Luigi U com un paquet de contingut descarregable (DLC) per al videojoc, amb nivells més curts però més difícils, protagonitzat per Luigi. El 2019, es va llançar una adaptació del videojoc per Nintendo Switch titulada New Super Mario Bros. U Deluxe. Aquesta adaptació inclou tant el videojoc principal com New Super Luigi U, així com els nous personatges jugables Nabbit i Toadette.

### Super Mario 3D World
Super Mario 3D World, la continuació de Super Mario 3D Land, es va llançar per a Wii U i va utilitzar la mateixes mecàniques de joc. Va presentar tres potenciadors nous, la Super Campana (que converteix als personatges en gats per atacar i escalar parets), la Campana de la sort (que permet usar els mateixos moviment de la Super Campana i transforma al personatge en un gat de la sort) i la Duplicirera (que crea un clon del personatge que la recull). Igual que Super Mario Bros. 2, el videojoc incorpora a la princesa Peach i Toad com a personatges jugables a més de Mario i Luigi. Rosalina de Super Mario Galaxy també es desbloqueja més endavant en el joc.

### Super Mario Maker
Super Mario Maker és un videojoc llançat per a Wii U i permet als jugadors crear els seus propis nivells basats en la jugabilitat i l'estil de Super Mario Bros., Super Mario Bros. 3, Super Mario World i New Super Mario Bros. U, a més de compartir les seves creacions en línia. Sobre la base dels videojocs existents, es van introduir diversos elements de jugabilitat que es poden combinar amb els elements ja existents per usar-se junts de noves formes. També es va llançar una versió per Nintendo 3DS amb alguns nivells nous preinstal·lats, però sense l'opció de compartir nivells en línia.

### Super Mario Run
Super Mario Run és un videojoc endless running llançat per a iOS i Android. És un dels primers videojocs de Nintendo desenvolupats per a dispositius mòbils, i una de les poques instàncies en què un videojoc de la sèrie Mario es va llançar oficialment en maquinari que no és de Nintendo. En el videojoc, el jugador controla en Mario o altres personatges que corren automàticament per la pantalla mentre sincronitzen salts per recol·lectar monedes i altres premis. A diferència de molts altres videojocs mòbils que utilitzen un enfocament free to play, Super Mario Run s'ofereix com una demo gratuïta amb un preu alternatiu per desbloquejar el contingut restant.

### Super Mario Odyssey
Super Mario Odyssey és un videojoc per la Nintendo Switch. El videojoc és un retorn a l'estil de joc de món obert en 3D vist en videojocs com Super Mario 64 o Super Mario Sunshine. Després que la gorra de Mario és posseïda per un esperit anomenat Cappy, ell pot usar-la per "capturar" temporalment als enemics i objectes i utilitzar els seus poders. Igual que en els videojocs de món obert en 3D anteriors, els mons del videojoc contenen una gran varietat d'objectius que es poden aconseguir en un ordre no lineal abans de progressar.

### Super Mario Maker 2
Super Mario Maker 2 és un videojoc per Nintendo Switch. És la seqüela de Super Mario Maker i conserva en gran manera la jugabilitat de la seva predecessora, en la qual els jugadors creen els seus propis nivells personalitzats utilitzant elements de diversos videojocs de la franquícia i que poden compartir en línia. Super Mario Maker 2 introdueix moltes característiques i elements que no es troben en l'original, com un estil de nivell i elements de Super Mario 3D World i modes cooperatiu i multijugador.

### Super Mario Bros. Wonder
Super Mario Bros. Wonder és un videojoc de desplaçament lateral 2D anunciat el 21 de juny de 2023 i publicat el 20 d'octubre del mateix any. Es permet controlar personatges com Mario, Luigi, Toad, Princesa Peach, Princesa Daisy i Yoshi. Quan es toca una Flor Meravella, el personatge del jugador experimenta efectes estranys que fan que s'alteri el personatge i el món que l'envolta.

## Elements comuns
L'objectiu dels videojocs és avançar a través de diversos nivells derrotant els enemics, recol·lectant objectes i resolent trencaclosques sense morir. L'ús de poders especials és part integral de la sèrie. La sèrie té lliuraments amb jocs en dues i tres dimensions. En els jocs 2D, el personatge del jugador (generalment Mario) salta sobre plataformes i enemics mentre evita els seus atacs i es mou a la dreta de la pantalla de desplaçament. Els nivells de joc de Super Mario 2D tenen objectius de sortida única, que han d'aconseguir-se dins d'un límit de temps i portar al següent nivell seqüencial. Super Mario Bros. 3 va presentar l'overworld, un mapa de nivells no lineals que es ramifica d'acord amb l'elecció del jugador. A Super Mario World els nivells introduïts amb sortides múltiples.
Els lliuraments en 3D de la sèrie han tingut dos subgèneres: Els jocs basats en l'exploració d'un món obert i els jocs en 3D més lineals amb una ruta predeterminada. Els nivells en els jocs de món obert, 64, Sunshine i Odyssey, permeten al jugador explorar lliurement múltiples entorns tancats amb un moviment de 360 graus. A mesura que el joc avança, més entorns es tornen accessibles. Els jocs lineals en 3D, els títols de la qual inclouen "Galaxy" o "3D", presenten angles de càmera més fixos i un camí predeterminat cap a un sol objectiu.

### Objectes
La majoria dels objectes de la sèrie Super Mario apareixen entre la sèrie d'elements, que es van originar en Super Mario Bros. i persisteixen durant tota la sèrie, on Mario colpeja un bloc per rebre monedes o poders.

#### Xampinyons
Els potenciadors de xampinyó apareixen en gairebé tots els videojocs de Super Mario. El més emblemàtic d'aquests és el Super xampinyó. El Súper xampinyó augmenta la grandària de Mario, convertint-lo en "Súper Mario", i li permet trencar certs blocs. Quan és colpejat per un enemic, Mario torna a la seva grandària més petita en lloc de perdre una vida. Quan Mario està en la seva forma "Súper", la majoria dels blocs que contenen un Súper xampinyó, en canvi ofereixen un potenciador més poderós com la Flor de Foc. El Super xampinyó és similar en aparença a l'Amanita muscaria, amb una tija d'ivori sota una gorra amb taques més comunament vermella i blanca (originalment vermella i taronja). Creat per casualitat, Shigeru Miyamoto va declarar en una entrevista que les proves beta de Super Mario Bros. van demostrar que Mario era massa alt, per la qual cosa l'equip de desenvolupament va implementar el xampinyó per créixer i reduir en Mario.
El xampinyó verinós, introduït per primera vegada en el Super Mario Bros. 2 japonès, és un xampinyó que causa danys quan es toca. En jocs posteriors, el xampinyó verinós es veu gairebé exactament com el Super xampinyó amb una gorra vermella però té una cara d'aspecte més mesquí.
El Mini xampinyó és un petit xampinyó blau, un element recurrent en la sèrie New Super Mario Bros., que redueix a Mario a grandària miniatura, permetent-li accedir a àrees i canonades que Mario normalment no pot aconseguir. Mini Mario també salta més alt, flota en l'aire, rebota contra els enemics sense fer-los mal, excepte amb cops a terra, i pot córrer a través de la superfície de l'aigua i després saltar-la com si estigués a terra. Mario és més vulnerable en aquesta forma i perd una vida en rebre un cop en forma de miniatura. El Mini xampinyó en New Super Mario Bros. U li permet a Mario pujar per les parets.
El Mega xampinyó, introduït en New Super Mario Bros. i a més en New Super Mario Bros. 2 i Super Mario 3D World, és una addició més recent a la sèrie, el qual converteix a Mario en un gegant imponent i invulnerable que destrueix enemics i el medi ambient. corrent a través d'ells. Té una gorra taronja-groga amb taques vermelles, com la Super xampinyó de Super Mario Bros., però amb una gorra inflada. Super Mario 64 DS presenta un element anomenat simplement "xampinyó" que atorga les mateixes habilitats que el Mega xampinyó.
En la franquícia de Super Mario Galaxy, el xampinyó abella li dona a Mario el vestit abella, i el xampinyó d'estiu posa a Mario dins d'una bobina metàl·lica. El xampinyó misteriós a Super Mario Maker proporciona una "disfressa" basada en un dels molts personatges, a més de les habilitats del Super xampinyó.

#### Vides Extres
La Vida Extra és un element comú que es mostra com un xampinyó verd i blanc que li dona a Mario una vida extra. La Vida Extra es va introduir en Super Mario Bros., de vegades oculta en blocs d'elements invisibles, i es mostra amb una gorra taronja amb taques verdes. En Super Mario Land i Super Mario Land 2, la Vida Extra es mostra com un cor. Les vides extres pot prendre altres formes, així com el 3 per cara de la lluna de Super Mario World i New Super Mario Bros. U.

#### Flors de projectil
Els poders florals permeten en Mario disparar projectils. La Flor de Foc, presentada a Super Mario Bros., transforma a Mario en el Mario de Foc, que pot llançar boles de foc als enemics. Super Mario Galaxy va ser el primer joc de plataformes de Mario en 3D a tenir la Flor de Foc. A Super Mario Land, la Superball és una bola que rebota obtinguda d'una Super Flor, que Mario pot usar per derrotar els enemics i recol·lectar monedes. La Flor de gel transforma a Mario en Mario gelat, on pot disparar boles de gel com a projectils similars als de la flor de foc; que congela enemics en un bloc de gel, per ser utilitzats com a plataformes o com a projectils llançats, com es veu en New Super Mario Bros. Wii i New Super Mario Bros. U. En Super Mario Galaxy, la Flor de Gel converteix a Mario en gel i ho deixa caminar sobre la lava o l'aigua per un temps limitat congelant la superfície. Finalment, en New Super Mario Bros. 2, aquesta la flor de l'or, que li permet a Mario girar els maons en monedes i guanyar monedes de bonificació per derrotar els enemics.

#### Invencibilitat
La invencibilitat és un efecte que apareix per primera vegada en els tres jocs de Super Mario Bros., on és atorgat per un "Home estrella", una estrella antropomorfitzada i descantellant. L'estel també ha estat nomenat "Super Estrella" en els dos jocs de Super Mario World i l'"Estrella arc de Sant Martí" en els dos jocs de Super Mario Galaxy. Recollir l'estel fa que Mario sigui invencible temporalment, capaç de resistir qualsevol dany, excepte les caigudes al fa buidar. L'ús de l'element està acompanyat per una pista de música distintiva que apareix de manera consistent en la majoria dels videojocs. El personatge del jugador parpelleja en una varietat de colors, i en alguns títols, es mou amb major velocitat i capacitat de salt millorada, mentre està sota la influència de l'Estel. Mentre és invencible, Mario mata a qualsevol enemic en entrar en contacte amb ell. En Super Mario World 2: Yoshi's Island, l'estel li dona a Mario, normalment immòbil, la capacitat de córrer i de tornar-se invencible. En Super Mario 64, es proporciona invencibilidad quan Mario usa la gorra de metall o la gorra de fugida. El Mega xampinyó proporciona invencibilidad amb l'addició de la grandària geganta i la destrucció de l'entorn.

#### Estrelles i Fitxes
Els jocs sovint presenten objectes de col·lecció que es troben en nivells per progressar al món, més sovint amb el motiu visual d'un estel. En general, se situen en llocs que no es troben o no es troben fàcilment, o que no s'atorguen per completar acrobàcies o objectius daus pels PNJ. Inclouen els Estels de poders en Super Mario 64 i els jocs Super Mario Galaxy, Shine Sprites en Super Mario Sunshine, Star Coins en els jocs New Super Mario Bros. i Super Mario 3D Land, Green Stars in the Galaxy i Super Mario 3D World, i Power Moons en Super Mario Odyssey. En Super Mario Land 2, hi ha sis fitxes de monedes d'or que s'han de recollir per acabar el joc.

#### Vol
El vol és un tema comú en tota la sèrie, habilitat per primera vegada amb l'element de la catifa màgica en el Super Mario Bros. 2 internacional. Els objectes Super Leaf i Tanooki Suit, que apareixen per primera vegada en Super Mario Bros. 3, li brinden a Mario una cua adequada per als animals, que al seu torn actua com una hèlix de vol. El vestit Tanooki torna en Super Mario 3D Land i el Super Leaf torna en New Super Mario Bros. 2. En els jocs New Super Mario Bros., el Spin Block i el Propeller xampinyó permeten a Mario girar en l'aire i descendir lentament. En Super Mario Land, Mario pilota un avió groc amb municions il·limitades anomenat Sky Pop. El món de Super Mario presenta diverses formes de vol: l'element de la ploma proporciona una capa, el globus P infla a Mario en una figura de globus flotant, i Yoshi pot portar una petxina blava de Koopa que li dona ales. En Super Mario 64, el vol que és atorgat per un Winged Cap. En New Super Mario Bros. U, Mario té capacitats limitades de vol i planatge en un vestit d'esquirol volador i també pot ordenar a un Beu Yoshi rosa que s'infla en la forma d'un globus flotant. En Super Mario Galaxy, Mario pot obtenir un estel vermell especial que ho transforma en Mario volador per un temps limitat. El núvol de Lakitu pot ser controlat en diversos dels jocs de desplaçament lateral.

#### Vestits Especials
Diversos vestits funcionen com potenciadores, molts dels quals estan basats en animals. Debutant en Super Mario Bros. 3, el vestit d'ós rentador (proveït per una Súper Fulla) i el vestit Tanooki li proporcionen a Mario una cua que actua com una hèlix de vol. A més, el Vestit Tanooki permet que Mario es converteixi espontàniament en una estàtua invencible durant uns cinc segons. En Super Mario 3D Land, el vestit d'os rentador reapareix i està acompanyat per una variació de color platejat anomenada Fulla d'estàtua. Super Mario Bros. 3 inclou un Hammer Bros.vestit, que permet a Mario llançar martells com a projectils, per derrotar els enemics a distància, prenent el que Hammer Bros fa en Mario i donar-li la volta. Mentre usa el vestit i s'ajup, Mario és invulnerable als atacs de foc. El Hammer Suit era tan poderós que en jocs posteriors, va ser degradat. Super Mario 3D Land presenta un "vestit Bumerang" que aprovisiona projectils bumerang de llarga distància. Altres vestits d'animals inclouen el vestit de granota, vestit de Tanooki, vestit de pingüí, vestit de gat i vestit d'abella.

#### Monedes
El disseny de nivell Super Mario tradicionalment incorpora moltes monedes distribuïdes com a trencaclosques i recompenses. La majoria dels jocs de Super Mario atorguen al jugador una vida extra una vegada que es recol·lecten una certa quantitat de monedes grogues, comunament 50 o 100. Existeixen diverses variants de monedes, com a monedes de plata, monedes de drac, monedes estavella i més.
En Super Mario 64, Super Mario Sunshine, Super Mario Galaxy i Super Mario Galaxy 2, les monedes reposen la salut (i l'aire, quan Mario està sota l'aigua). En Super Mario 64 i Super Mario Sunshine, recol·lectar 100 monedes en un nivell dona com a resultat un Estel de poder o un Shine Sprite respectivament. També hi ha etapes en el joc que recompensen amb un estel de poder per recol·lectar vuit monedes vermelles en un nivell, la qual cosa val dues monedes normals cadascuna. En Super Mario 64, una moneda blava val cinc monedes normals. En Super Mario Sunshine, les monedes blaves actuen com una missió secundària quan es porten al Delfino Bank.
En Super Mario Galaxy i Super Mario Galaxy 2, després d'acabar cada joc una vegada, les etapes es desbloquegen on Mario pot recol·lectar una certa quantitat de monedes porpres per guanyar un Estel de poder. En Super Mario Galaxy 2, també es poden usar per alimentar a alguns personatges "Luma" famolencs que poden convertir-se en un objecte o a un altre planeta.

### Canonades i canons de transport
Les canonades són un mètode comú de transport utilitzat en molts dels jocs de la sèrie Mario. Els Canonades solen ser de color verd, però també apareixen en altres colors (els primers jocs incloïen les Canonades de plata, els jocs més nous han introduït Canonades de color vermell, verd, blau i groc) i tenen molts usos en la sèrie. Canonades també poden contenir enemics, generalment plantes de Piranya, i algunes vegades llançar al jugador a l'aire (el més comú és veure-ho en New Super Mario Bros.) En els primers jocs de Mario, com Super Mario Bros., les àrees especials i ben ocultes conegudes com a Zones Canonada, que contenen canonades que permeten als jugadors saltar diversos mons (diversos nivells) alhora. En la nova sèrie Super Mario Bros., amb canons de transport en forma de Canonades, funciona de manera similar a les zones de transport dels jocs anteriors i es desbloqueja en trobar sortides secretes en els nivells. Els canons apareixen en la majoria dels jocs 3D de la sèrie que comencen amb Super Mario 64. Mario usa el canó saltant dins del canó, apuntant-se a si mateix i sent disparat a un objectiu distant. Això li permet a Mario progressar a través d'un nivell o arribar a una àrea d'altra banda inaccessible.

### Yoshi
És l'amic dinosaure d'en Mario, Yoshi ha aparegut com una muntura per al personatge del jugador en diversos videojocs Super Mario, des de Super Mario World. En la seqüela, Super Mario World 2: Yoshi's Island, una tribu de Yoshis troba a Mario i ho ajuda a salvar a Beu Luigi. En aquest joc i Super Mario 64 DS, en lloc del jugador que simplement munta en l'esquena de Yoshi, Yoshi és el personatge del jugador. Els yoshis generalment tenen habilitats que inclouen menjar enemics, volar i respirar foc. Miyamoto originalment havia desitjat que Mario pogués muntar un dinosaure a Super Mario Bros., però això no era possible a causa de les restriccions tècniques del sistema.

## Recepció
| Videojoc                            | GameRankings                  | Metacritic       |
| ----------------------------------- | ----------------------------- | ---------------- |
| Super Mario Bros.                   | (GBC) 92% (NES) 85% (GBA) 80% | (GBA) 84         |
| Super Mario Bros. 2                 | (GBA) 82% (NES) 81%           | (GBA) 84         |
| Super Mario Bros. 3                 | (NES) 97% (GBA) 92%           | (GBA) 94         |
| Super Mario Land                    | (GB) 77%                      | ?                |
| Super Mario World                   | (SNES) 94% (GBA) 92%          | (GBA) 92         |
| Super Mario Land 2: 6 Golden Coins  | (GB) 79%                      | ?                |
| Super Mario World 2: Yoshi's Island | (SNES) 96% (GBA) 89%          | (GBA) 91         |
| Super Mario 64                      | (N64) 96% (DS) 86%            | (N64) 94 (DS) 85 |
| Super Mario Sunshine                | (GCN) 91%                     | (GCN) 92         |
| New Super Mario Bros.               | (DS) 89%                      | (DS) 89          |
| Super Mario Galaxy                  | (Wii) 97%                     | (Wii) 97         |
| New Super Mario Bros. Wii           | (Wii) 88%                     | (Wii) 87         |
| Super Mario Galaxy 2                | (Wii) 97%                     | (Wii) 97         |
| Super Mario 3D Land                 | (3DS) 90%                     | (3DS) 90         |
| New Super Mario Bros. 2             | (3DS) 78%                     | (3DS) 78         |
| New Super Mario Bros. U             | (Wii U) 84%                   | (Wii U) 84       |
| Super Mario 3D World                | (Wii U) 92%                   | (Wii U) 93       |
| Super Mario Maker                   | (Wii U) 89%                   | (Wii U) 88       |

La sèrie Super Mario ha estat aclamada per la crítica especialitzada i representa un èxit financer. La sèrie va ser classificada com la millor franquícia de videojocs per IGN l'any 2006. En 1996, Next Generation va classificar la sèrie com el seu número 5 en les seves "Top dels 100 Jocs de tots els temps", a més va classificar a Super Mario 64 en el número 1, encara que indicant la regla que les sèries de jocs es limitin a un sol lliurament. L'original Super Mario Bros. va ser guardonat amb el primer lloc en la Electronic Gaming Monthly pels 200 jocs més grans de la seva llista de temps i destacadamente entre els seus 100 jocs de tots els temps de la llista d'IGN en dues ocasions (2005 i 2007). Super Mario Bros. va popularitzar els videojocs de desplaçament lateral i va proporcionar el concepte i la mecànica bàsics que persistirien durant la resta de la sèrie. Super Mario Bros. va vendre 40.24 milions de còpies, la qual cosa ho converteix en el videojoc més venut de tota la sèrie.
Super Mario Bros. 3 és sovint considerat com un dels millors jocs del Nintendo Entertainment System; Nintendo Power ho va classificar com a sisè joc en la seva llista dels 200 millors jocs de Nintendo. El joc ha estat el 14º en la llista de l'Electronic Gaming Monthly, Super Mario World també va rebre puntajes molt positius, amb un 94.44% de puntaje de revisió global en GameRankings. Nintendo Power ho va classificar com el vuitè millor joc en general en una consola de Nintendo en la seva llista dels 200 millors jocs.
Super Mario 64, com el primer videojoc de plataformes en 3D de la sèrie Mario, va establir un nou arquetip per al gènere, com ho va fer Super Mario Bros. per als plataformes de desplaçament lateral 2D. És aclamat per molts crítics i fanàtics com un dels videojocs més grans i revolucionaris de tots els temps. El Llibre de Records Mundials Guinness va reportar vendes d'11.8 milions de còpies per Super Mario 64 a finalitats de l'any 2007.
Super Mario Sunshine també va ser aclamat pels crítics de videojoc. IGN va elogiar l'addició de la motxilla d'aigua (FLUDD) per millorar el joc, i GameSpy va comentar sobre la "gran varietat de moviments i els entorns bellament construïts". GameSpot i Computer and Video Games, no obstant això, van qualificar el joc de "no polit", i aquest últim va arribar fins i tot a insinuar que no estava acabat.
De tots els jocs de Mario llançats, Super Mario Galaxy, Super Mario Galaxy 2 i Super Mario Odyssey han estat els més aclamats pels fanàtics i els crítics professionals. Els títols de Galaxy, exaltats per la seva creativitat, disseny de nivells, imatges i música, han estat considerats no solament dues dels millors jocs de Mario, sinó també un dels millors jocs de tots els temps en general, segons llocs com IGN i TopTenReviews. Odyssey va ser elogiat per haver reviscut reeixidament el joc a l'estil sandbox vist per última vegada en Super Mario 64 i Sunshine, i la seva introducció de la mecànica de "captura". GameRankings, un lloc web que agrega puntuacions de videojocs i classificacions de crítics de videojocs ben establerts, li dona a Super Mario Odyssey una classificació de 98.17%, el que ho converteix en el joc millor classificat d'aquest lloc.
Super Mario 3D Land també va tenir un gran èxit comercial i crític, sent el tercer joc més venut per la Nintendo 3DS. La seva seqüela, Super Mario 3D World, va rebre elogis crítics similars i es troba entre els títols més venuts de Wii U.

### Vendes
| Game                                       | Year         | Sales |
| ------------------------------------------ | ------------ | ----- |
| Super Mario Bros.                          | 1985 (NES)   | 40.23 |
| Super Mario Bros. 2                        | 1988 (NES)   | 7.46  |
| Super Mario Bros. 3                        | 1990 (NES)   | 17.28 |
| Super Mario Land                           | 1989 (GB)    | 18.14 |
| Super Mario World                          | 1991 (SNES)  | 20.61 |
| Super Mario Land 2: 6 Golden Coins         | 1992 (GB)    | 11.18 |
| Super Mario All-Stars                      | 1993 (SNES)  | 10.55 |
| Super Mario 64                             | 1996 (N64)   | 11.91 |
| Super Mario Bros. Deluxe                   | 1999 (GBC)   | 10.55 |
| Super Mario Advance                        | 2001 (GBA)   | 5.57  |
| Super Mario World: Super Mario Advance 2   | 2001 (GBA)   | 5.69  |
| Super Mario Sunshine                       | 2002 (GC)    | 6.28  |
| Super Mario Advance 4: Super Mario Bros. 3 | 2003 (GBA)   | 5.43  |
| Super Mario 64 DS                          | 2004 (DS)    | 11.06 |
| New Super Mario Bros.                      | 2006 (DS)    | 30.80 |
| Super Mario Galaxy                         | 2007 (Wii)   | 12.77 |
| New Super Mario Bros. Wii                  | 2009 (Wii)   | 30.20 |
| Super Mario Galaxy 2                       | 2010 (Wii)   | 7.41  |
| Super Mario 3D Land                        | 2011 (3DS)   | 12.12 |
| New Super Mario Bros. 2                    | 2012 (3DS)   | 12.70 |
| New Super Mario Bros. U                    | 2012 (Wii U) | 5.77  |
| Super Mario 3D World                       | 2013 (Wii U) | 5.78  |
| Super Mario Maker                          | 2015 (Wii U) | 4     |
| Super Mario Odyssey                        | 2017 (NS)    | 11.17 |

Els videojocs en la sèrie Super Mario han tingut vendes consistentment fortes. Super Mario Bros. és el segon videojoc més venut (segon després de Wii Sports), amb 40,23 milions d'unitats venudes. També és el títol més venut de la consola de la Nintendo Entertainment System, amb les seves dues seqüeles, Super Mario Bros. 3 (18 milions de còpies) i Super Mario Bros. 2 (10 milions de còpies), situant-se en el segon i tercer lloc respectivament. Super Mario World és el joc més venut per a la consola Super Nintendo Entertainment System, que ven 20 milions de còpies. El Super Mario World També és el setè joc més venut de tots els temps. Super Mario 64 va vendre la majoria de les còpies per la Nintendo 64 (11 milions), mentre que Super Mario Sunshine és el segon videojoc més venut (5,5 milions) en GameCube (segon després de Super Smash Bros. Melee). Super Mario Galaxy ha venut 12,77 milions d'unitats al març de 2018, la qual cosa ho converteix en el títol en 3D més venut de la sèrie i és el novè joc més venut per Wii. La seva seqüela Super Mario Galaxy 2 ha venut 7,41 milions d'unitats, situant-se en el dotzè. Super Mario Odyssey ha venut 12,17 milions d'unitats al setembre de 2018 i és el joc més venut per la Nintendo Switch.
La sèrie Super Mario també es va vendre bé en consoles portàtils. Super Mario Land ha venut 18,14 milions de còpies i és el quart joc més venut per Game Boy. La seva seqüela, Super Mario Land 2: 6 Golden Coins, va vendre 2,7 milions de còpies, col·locant-se en el sisè lloc. El nou Super Mario Bros. per Nintendo DS va vendre 30,79 milions d'unitats, la qual cosa ho converteix en el joc més venut per a la consola i l'entrada portàtil més venuda.
Per a tots els videojocs de consola i dispositius portàtils que no s'han inclòs amb una consola, Super Mario Bros. 3 és el quart videojoc més venut, mentre que New Super Mario Bros. és el cinquè, i Super Mario Land és l'onzè, i el Super Mario 64 és el divuit.